# آرثر دبليو. ميرفي
آرثر دبليو. ميرفي (بالإنجليزية: Arthur W. Murphy)‏ هو عالم أمريكي، ولد في 1922، وتوفي في 16 يناير 2016.